# 린다 야카리노
린다 야카리노(Linda Yaccarino, 1963년 11월 27일 ~ )는 미국의 미디어 관료이다. 현 X Corp.와 트위터의 CEO로, 일론 머스크에 의해 CEO직에 영입되었다.